# Segunda guerra de Shaba
La Segunda guerra de Shaba fue una acción ofensiva del Frente para la Liberación Nacional del Congo (FLNC) que tuvo lugar el 11 de mayo de 1978 en la provincia de Shaba de Zaire, actual República Democrática del Congo. 
El objetivo del FLNC era el control de la provincia de Shaba y de Kolwezi, importante ciudad minera, y su secesión de Zaire.

## Desarrollo de la acción
El 11 de mayo de 1978 6.500 efectivos del grupo armado separatista FLNC partieron de su base en este de Angola con probable apoyo del gobierno de ese país. Además, contaban el respaldo de soldados mercenarios y militares cubanos y de la Alemania Oriental. Realizaron un ataque con armas ligeras, artillería, morteros y lanzamisiles sobre Kolwezi, ciudad minera de 100.000 habitantes con infraestructuras de transporte, y tomaron unos 2.200 rehenes entre la población occidental y 3.000 entre la africana. Además, otro grupo del FLNC se hizo con el control del ferrocarril de Benguela en Mutshatsha. 
Al igual que sucediera en 1977 durante la primera guerra de Shaba Mobutu Sese Seko obtuvo el apoyo de Francia y Bélgica para el Ejército de Zaire. El 15 de mayo, tras la intervención de paramilitares de Zaire para repeler el ataque, el FLNC ejecutó a 80 europeos y 200 africanos.
El 18 de mayo, para defender los intereses franceses y belgas, intervinieron una unidad de élite del Ejército de Tierra belga y el 2.º Regimiento Extranjero de Paracaidistas francés.
La rápida intervención paracaidista franco-belga derrotó al FLNC, que se retiró a la neutral Zambia de camino a Angola, dando paso a la presencia en la zona de un contingente militar denominado Force Interafricaine, compuesto por 1.500 soldados de la Fuerzas Armadas de Marruecos al mando de Khader Loubaris así como efectivos de Senegal, Togo y Gabón.

## Consecuencias
Mobutu Sese Seko ordenó la militarización de la frontera con Angola y el desalojo a los civiles que vivían en ella. En Kolwezi se llevó a cabo la represión de los sospechosos de colaborar con los atacantes.
En el plano diplomático, EE. UU. y Cuba convencieron a Zaire y Angola respectivamente de acordar un pacto de paz. Zaire cortó temporalmente su apoyo a los grupos angoleños rebeldes y Angola hizo lo mismo al negar el apoyo a los rebeldes separatistas del FLNC.